# Irmgard Keun
Irmgard Charlotte Keun (Charlottenburg, 6 de febrero de 1905-Colonia, 5  de mayo de 1982) fue una escritora alemana.

## Trayectoria

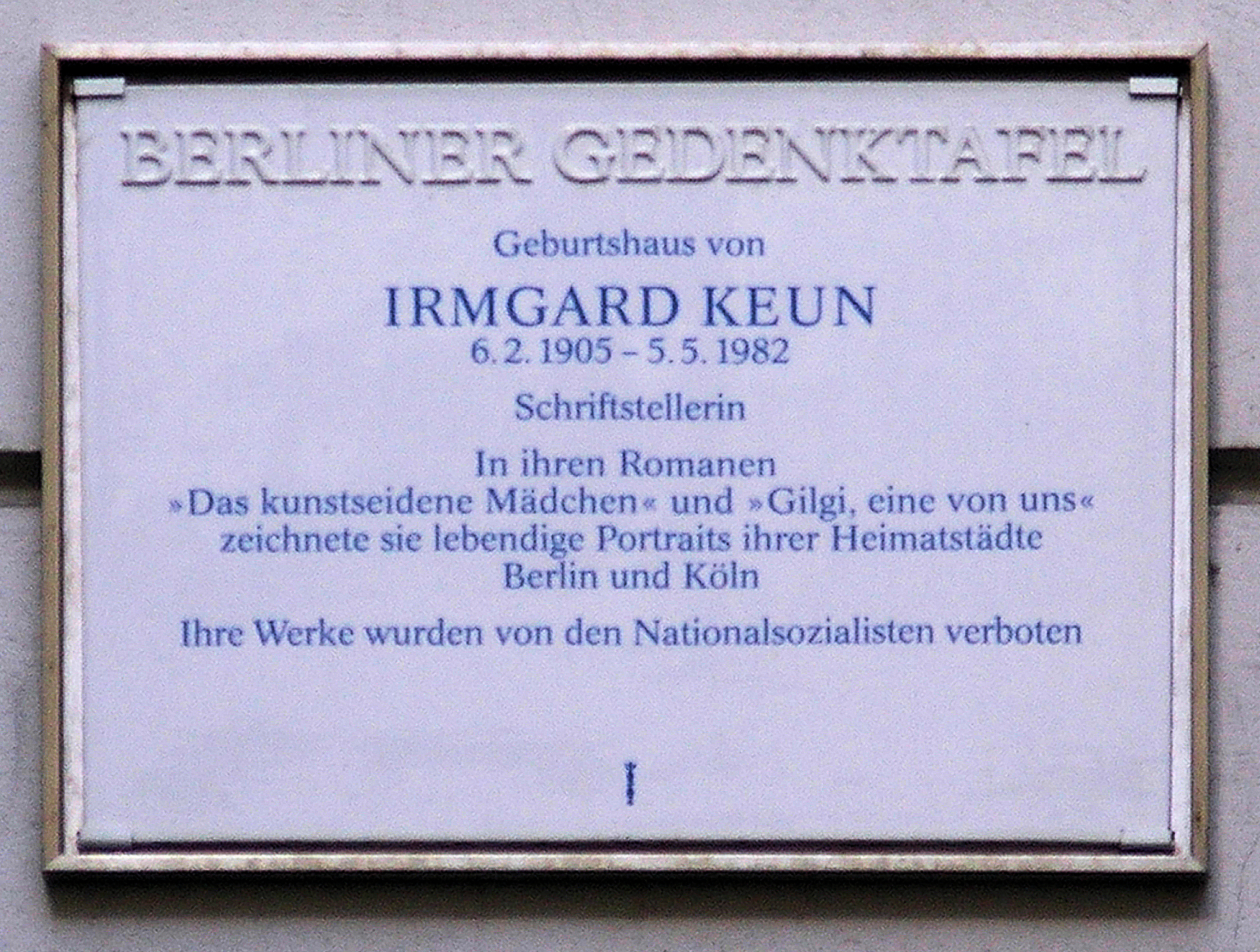
Placa conmemorativa de Berlín en la casa natal de Keun en Berlín-Charlottenburg, Meinekestraße 6

Irmgard Keun pasó su infancia en Berlín con sus padres, el comerciante Eduard Keun y Elsa Charlotte Keun (de soltera Haese) y su hermano Gerd, nacido en 1910. Durante su estancia en Berlín, la familia se mudó varias veces hasta que se establecieron en Colonia en 1913. Su padre se había convertido entonces en socio y director gerente de la refinería de gasolina de Colonia. Keun asistió al Liceo Femenil Protestante Teschner donde se graduó en 1921.
Después asistió primero a una escuela de comercio en Harz, tomó clases de taquigrafía y mecanografía en una escuela Berlitz y comenzó a trabajar como taquígrafa. De 1925 a 1927 asistió a una escuela de arte dramático en Colonia. A continuación, tuvo contratos en Greifswald y en el Teatro Thalia de Hamburgo, con un éxito moderado
En 1929, dejó la actuación y, animada por Alfred Döblin, a quien había conocido en una lectura en Berlín, comenzó a escribir sus propios textos literarios. Su primera novela, Gilgi, eine von uns (Gilgi, una de nosotras), la hizo famosa en 1931. También Das kunstseidene Mädchen (La chica de seda artificial) (1932) se convirtió inmediatamente en un éxito de ventas. Recibió el apoyo de Döblin y Kurt Tucholsky, con quien, sin embargo, surgió una controversia después de que se levantaran acusaciones de plagio contra Das kunstseidene Mädchen. Se decía que Keun había copiado la novela Karriere, publicada por Robert Neumann en 1931. Neumann se distanció de esta acusación en 1966 en el epílogo de una reedición de su libro y culpó a los críticos literarios: «Nunca he afirmado tal cosa, ni lo afirmo hoy; espero que la señora Keun lea esta declaración, que llega con unas décadas de retraso. La señora Keun tampoco me necesitaba.
El 17 de octubre de 1932, Keun se casó en Cochem con el autor y director Johannes Tralow; el matrimonio se divorció en 1937. En entrevistas, ella afirmó haber estado casada anteriormente.  En 1933/34, sus libros fueron confiscados y prohibidos. Su solicitud de admisión en la Cámara de Literatura del Reich fue finalmente rechazada en 1936.
Keun se exilió (1936 a 1940), a Ostende en Bélgica, donde a menudo se había quedado con sus padres en su juventud, y luego a los Países Bajos. Durante este tiempo escribió las novelas Das Mädchen, mit dem die Kinder nicht verkehren durften (La chica con la que los niños no podían relacionarse, 1936), Nach Mitternacht (Después de medianoche, 1937), D-Zug dritter Klasse (Tren rápido de tercera clase, 1938) y Kind aller Länder (Niño de todos los países, 1938), que se publicaron en editoriales en lengua alemana del exilio en los Países Bajos, ya que estaban prohibidas en Alemania. Entre sus amigos de aquellos años se encontraban Egon Erwin Kisch, Hermann Kesten, Stefan Zweig, Ernst Toller, Ernst Weiß y Heinrich Mann.  De 1936 a 1938 mantuvo una relación amorosa con Joseph Roth, que al principio tuvo un efecto positivo en su actividad literaria. Trabajó junto a él  y realizaron numerosos viajes a París, Vilna, Lemberg, Varsovia, Viena, Salzburgo, Bruselas y Ámsterdam. En 1938, Keun se separaron.
Tras la invasión de Bélgica y los Países Bajos por parte del ejército alemán en mayo de 1940, Keun decidió regresar a Alemania. Un miembro de las SS en los Países Bajos la ayudó a falsificar documentos a nombre de «Charlotte Tralow». También le ayudó que se publicara una noticia falsa sobre su supuesto suicidio en el Daily Telegraph.
De vuelta en Alemania, Keun vivió ilegalmente en casa de sus padres en Colonia-Braunsfeld hasta 1945.  Después de la guerra, intentó restablecer los contactos perdidos, se reunió con Döblin y comenzó una correspondencia de varios años con Hermann Kesten. Trabajó como periodista y escribió pequeños textos para la radio, el cabaret y páginas culturales, pero no logró volver a establecerse en el mundo literario. En Colonia, destruida por la guerra, vivió durante un tiempo en condiciones de extrema pobreza en un cobertizo situado en un terreno en ruinas del barrio de Braunsfeld. Allí la visitó el director de la Nordwestdeutscher Rundfunk, Max Burghardt, e intentó convencerla para que colaborara con él, lo que ella rechazó en un primer momento, pero que finalmente aceptó.
Su nueva novela, Ferdinand, der Mann mit dem freundlichen Herzen (Ferdinand, el hombre de corazón bondadoso, 1950), pasó prácticamente desapercibida para el público, y los libros que había escrito durante su exilio tampoco se vendieron. En 1951 nació su hija Martina, cuyo padre Keun mantuvo en secreto. Con motivo del bautizo de la niña, Keun se convirtió al catolicismo. Ese mismo año recibió una indemnización por víctimas de la persecución nazi por valor de 82 300 marcos. En 1954 se publicó una recopilación de textos breves de Keun bajo el título Wenn wir alle gut wären (Si todos fuéramos buenos) y una nueva edición ampliada de Das Mädchen, mit dem die Kinder nicht verkehren durften (La chica con la que los niños no podían relacionarse).  Desde mediados de la década de 1950, se hizo amiga del autor Heinrich Böll, que también vivía en Colonia, y con quien quería publicar una "correspondencia satírica ficticia para la posteridad". El proyecto fracasó porque no se pudo encontrar editor.
En 1956, Keun se alojó en un sanatorio de la RDA para recuperarse. En 1959, el director francés Julien Duvivier llevó al cine La chica de seda artificial, con Giulietta Masina en el papel protagonista. En 1962, el año en que falleció su madre, se publicó el último libro de Keun, una recopilación de glosas y sátiras titulada Blühende Neurosen (Neurosis florecientes).
Keun sufría de alcoholismo y se empobreció. En 1966, la casa de sus padres fue vendida y Keun fue declarada incapacitada e ingresada en el pabellón psiquiátrico del Hospital Estatal de Bonn, donde permaneció hasta 1972.  Después, vivió una vida aislada en Bonn-Bad Godesberg y, a partir de 1977, en un pequeño apartamento en la casa número 10 de Trajanstraße, en el distrito Südstadt de Colonia.
En 1973, Hermann Kesten publicó una selección abreviada de las cartas que ella le había enviado en la nueva edición del volumen Deutsche Literatur im Exil: Briefe europäischer Autoren 1933–1949 (Literatura alemana en el exilio: cartas de autores europeos 1933-1949). Una lectura en Colonia y un reportaje de Jürgen Serke en la revista Stern provocaron entonces, de forma inesperada, el redescubrimiento de Keun, especialmente por parte de la crítica literaria feminista. A partir de 1979, la situación financiera de la autora mejoró gracias a las reediciones de sus obras. Volvieron a publicarse sus novelas y algunos relatos, poemas y artículos periodísticos, y Keun volvió a aparecer en público en lecturas y entrevistas. En 1981 fue galardonada con el premio Marieluise Fleißer de la ciudad de Ingolstadt, y Wolf Gremm llevó al cine su novela Nach Mitternacht (Después de medianoche), con una breve aparición de Keun. En 1982, murió de cáncer de pulmón y fue enterrada en el cementerio Melaten de Colonia.
En memoria de Keun, Gabriele Kreis y Marjory S. Strauss publicaron en 1988 una selección de las cartas de Keun a Arnold Strauss; el título del libro era Ich lebe in einem wilden Wirbel (Vivo en un torbellino salvaje). El best seller de Keun, Das kunstseidene Mädchen (La chica de seda artificial), fue en 2003 la primera obra en ser el centro de atención de la campaña Ein Buch für die Stadt (Un libro para la ciudad), iniciada por la Casa de la Literatura de Colonia y el diario Kölner Stadt-Anzeiger, y que desde entonces se celebra anualmente en Colonia. En 2017 se publicó una primera edición de la obra de Keun por la Academia Alemana de Lengua y Literatura, editada por Heinrich Detering y Beate Kennedy. En 2018, Hilmar Klute recordó a Irmgard Keun en su novela Was dann nachher so schön fliegt (Lo que luego vuela tan bonito). Cuando el narrador le pregunta qué escritor le ha impresionado más, Hugo Ernst Käufer menciona a Keun.  En 2021 se publicó una selección de cartas escritas por Keun entre 1935 y 1948, entre otras a Johannes Tralow, bajo el título Man lebt von einem Tag zum anderen (Se vive de un día para otro), editadas por Michael Bienert. Finalmente, en enero de 2023 se estrenó en el Teatro de Düsseldorf, bajo la dirección de Mina Salehpour, la obra de teatro Die fünf Leben der Irmgard Keun (Las cinco vidas de Irmgard Keun), de Lutz Hübner y Sarah Nemitz. En ella se aborda, entre otras cosas, la estancia de Keun en Ostende, su relación con Arnold Strauss y su internamiento en el psiquiátrico del Hospital Regional de Bonn.

## Obra
La carrera literaria de Irmgard Keun comenzó con novelas que describían de forma satírica y crítica la vida de las mujeres jóvenes en la fase final de la República de Weimar. El tema central es su lucha por la independencia, la necesidad de valerse por sí mismas, de no dejarse vencer, sino de sobrevivir. Las heroínas de Keun se muestran seguras de sí mismas, son ingeniosas, tienen sentido de la realidad y aspiran a una vida feliz. Lo que les falta, además de la independencia económica, es la independencia emocional. Siguen dependiendo del dinero y la atención de los hombres. Irmgard Keun se convirtió en una importante representante de la «Nueva Objetividad». Con su estilo asociativo, ingenioso y agresivo, se orientó hacia el lenguaje hablado y el modelo del cine: «Pero quiero escribir como el cine, porque así es mi vida y lo será aún más», dice en Kunstseidenen Mädchen.
Los éxitos de ventas, el encanto ingenuo de los personajes femeninos y la imagen que la autora cultivaba de la joven fresca y descarada que es "una de nosotras" hicieron que los libros de Keun parecieran puro entretenimiento. La crítica solo reconoció su importancia literaria más tarde. En su centenario, el Frankfurter Allgemeine Zeitung escribió: «Lo que Keun hizo con la ya no tan Nueva Objetividad fue una literatura pop artística: una mezcla vertiginosa de canciones populares y máquina de escribir, de monólogo interior, delicado lirismo y lenguaje coloquial escuchado con atención, de carteles publicitarios y números de revista».
Tras la llegada al poder de los nacionalsocialistas, Gilgi y Das kunstseidene Mädchen fueron incluidas en la lista negra como «literatura urbana con tendencia antialemana». En sus obras posteriores, Keun abordó el tema del nacionalsocialismo y la vida en el exilio, sobre todo en la novela Nach Mitternacht (Después de medianoche). En ella describe la vida cotidiana en la Alemania nazi y dibuja un panorama pesimista sobre la futilidad de la resistencia individual contra la dictadura..